# اپینگ آپلند
اپینگ آپلند (به انگلیسی: Epping Upland) یک روستا و محله مدنی در بریتانیا است که در اپینگ فورست واقع شده‌است. اپینگ آپلند ۸۳۱ نفر جمعیت دارد.